# سيزو هاياكاوا

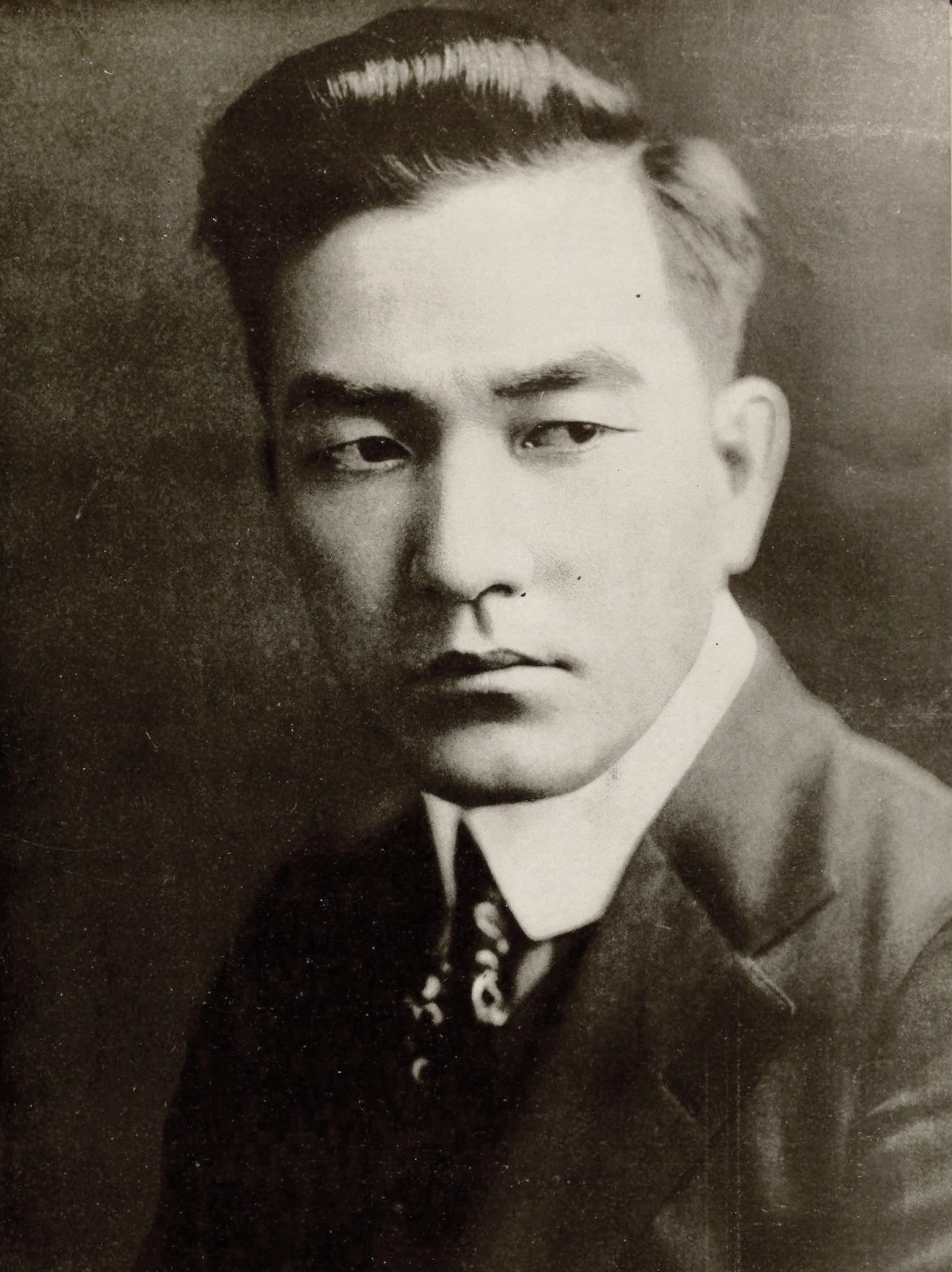
سيزو هاياكاوا في شبابه عام 1918م

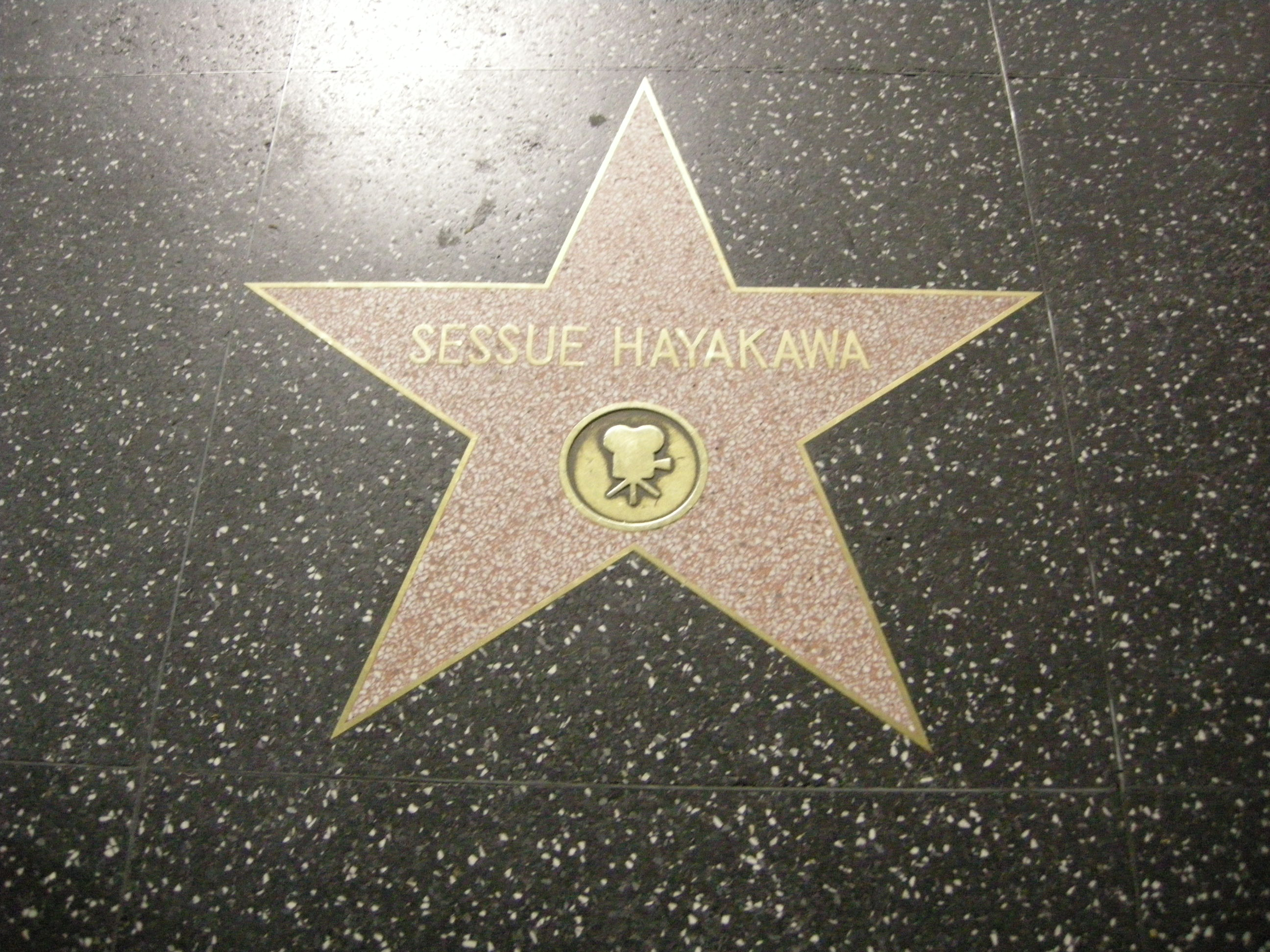
سيزو من قائمة المشاهير.

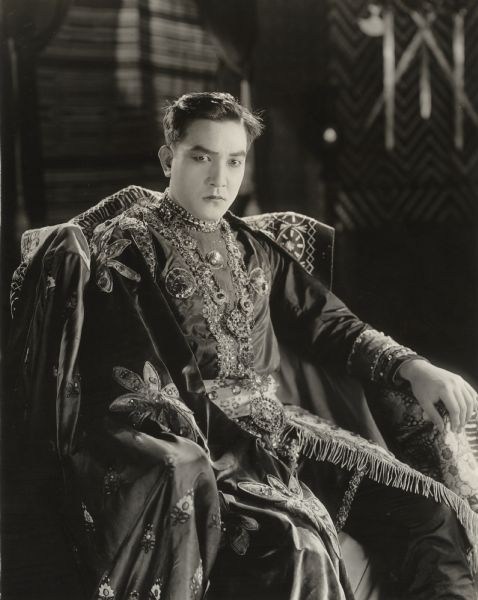
هاياكاوا في إحدى مشاركاته بالأفلام عام 1920م.

سيزو هاياكاوا (باليابانية: 早川 雪洲) (بالإنجليزية: Sessue Hayakawa) ، ممثل أمريكي معروف وهو من أصل ياباني، ولد في 10 يونيو 1889م وتوفي في اليابان بتاريخ 23 نوفمبر 1973م، وشارك في عدة أفلام ومنها فيلم جسر على نهر كواي

## وصلات خارجية
- Japan Times Article on Hayakawa
- Sessue Hayakawa: Silent Cinema and Transnational Stardom by Daisuke Miyao (Duke University Press, 2007).
- سيزو هاياكاوا على موقع IMDb (الإنجليزية)
- سيزو هاياكاوا على موقع ألو سيني (الفرنسية)
- سيزو هاياكاوا على موقع تيرنر كلاسيك موفيز (الإنجليزية)
- سيزو هاياكاوا على موقع أول موفي (الإنجليزية)
- سيزو هاياكاوا على موقع قاعدة بيانات برودواي على الإنترنت (الإنجليزية)
- سيزو هاياكاوا على موقع قاعدة بيانات الأفلام السويدية (السويدية)
- سيزو هاياكاوا على موقع إن إن دي بي (الإنجليزية)
- سيزو هاياكاوا على موقع قاعدة بيانات الفيلم (الإنجليزية)
- سيزو هاياكاوا على موقع كينوبويسك (الروسية)
- Sessue Hayakawa Gallery at Silent Gents
- Sessue Hayakawa: East and West, When the Twain Met
- سيزو هاياكاوا على موقع فايند أغريف
- Literature on Sessue Hayakawa